# Alasmidonta arcula
Alasmidonta arcula је шкољка из реда Unionoida. 

## Угроженост
Ова врста се сматра угроженом.

## Распрострањење
Врста је присутна у Сједињеним Америчким Државама, тачније у држави Џорџији.

## Станиште
Станишта врсте су речни екосистеми и слатководна подручја. 